# Асгар Алі Шах
Асгар Алі Шах (урду اصغر علی شاه, 3 жовтня 1978) — пакистанський боксер, призер Азійських ігор.

## Спортивна кар'єра
На Іграх Співдружності 1998 завоював срібну медаль в категорії до 60 кг.
На Олімпійських іграх 2000 програв у першому бою Тиграну Узляну (Греція) — 15-17.
На чемпіонаті Азії 2002, здобувши дві перемоги і програвши у півфіналі Бакиту Сарсекбаєву (Казахстан), завоював бронзову медаль в категорії до 63,5 кг.
На Іграх Співдружності 2002 програв у першому бою.
На Азійських іграх 2002 здобув три перемоги, а у фіналі програв Нуржану Карімжанову (Казахстан) і отримав срібну медаль.
На чемпіонаті світу 2003 в категорії до 64 кг програв у першому бою.
На чемпіонаті Азії 2004 в категорії до 60 кг здобув три перемоги, у тому числі над Пічай Сайотха (Таїланд) у півфіналі, програв у фіналі Пек Джон Соб (Південна Корея) і отримав срібну медаль.
На Олімпійських іграх 2004 переміг Володимира Кравця (Україна) — 21-19 і програв Маріо Кінделану (Куба) — 9-24.
На чемпіонаті Азії 2005 в категорії до 64 кг здобув три перемоги і став чемпіоном.
На Іграх Співдружності 2006 в категорії до 60 кг 
На Азійських іграх 2006 програв у першому бою.